# Pfarrhaus (Althaldensleben)

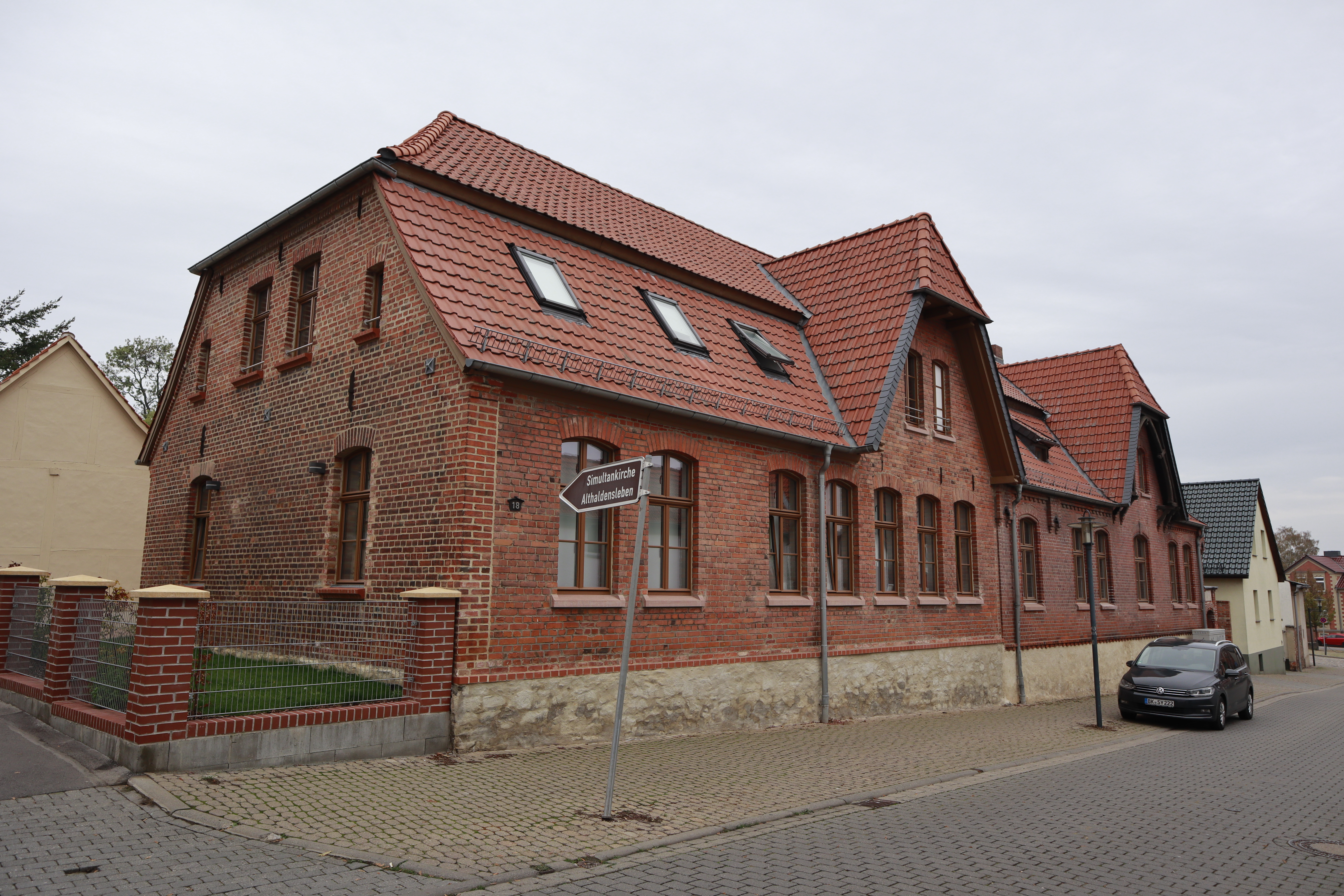
Dieskaustr. 16–18

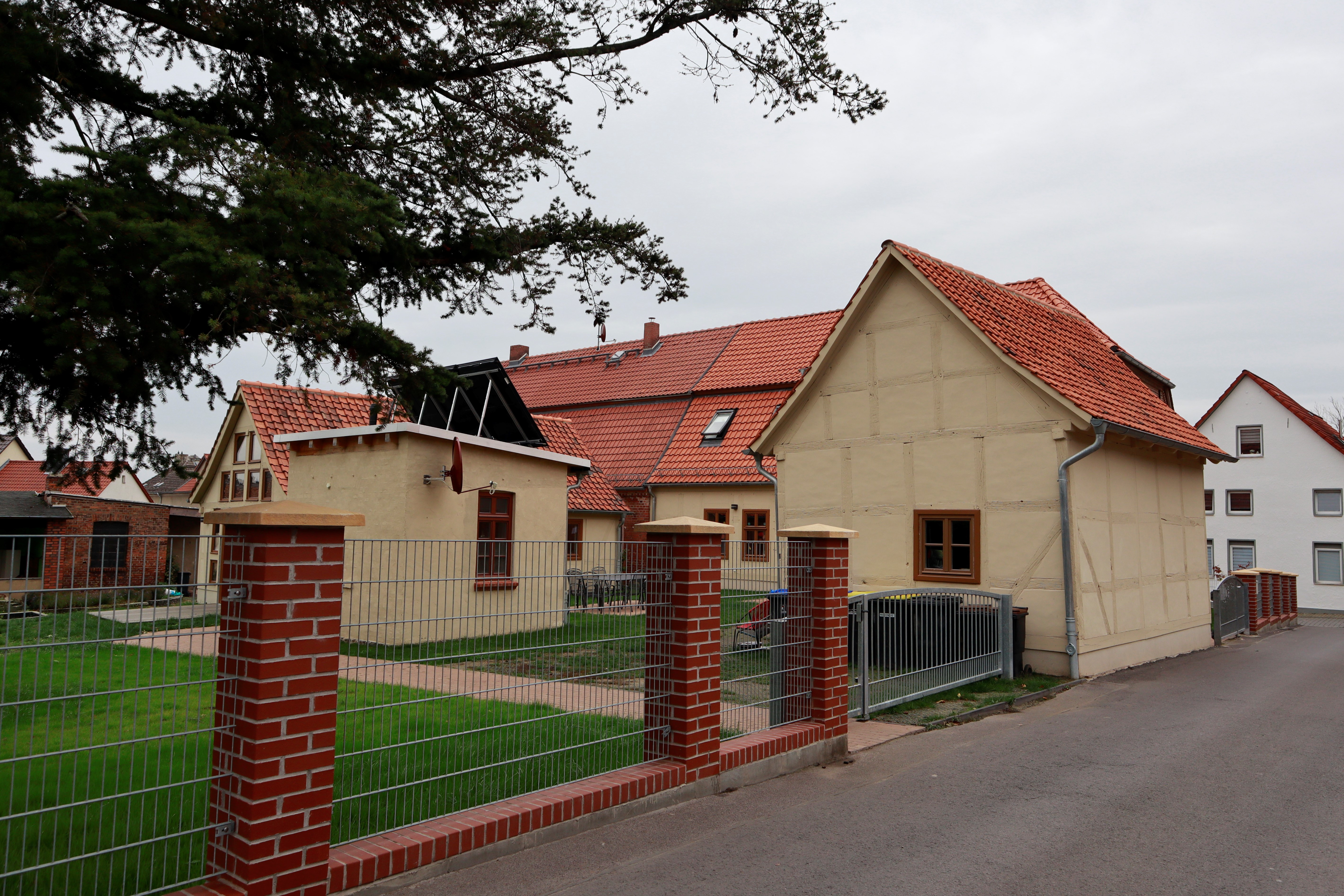
Rückwärtige Ansicht mit der als Gemeindehaus genutzten ehemaligen Pfarrscheune

Das Pfarrhaus im Ortsteil Althaldensleben der Stadt Haldensleben in Sachsen-Anhalt ist ein denkmalgeschützter Pfarrhof. Das zweigeteilte Haupthaus liegt mit seinen rückwärtigen Wirtschaftsgebäuden an der Dieskaustraße 16/18. Das Grundstück grenzt an den Kirchgang, der zur rund 100 Meter entfernt liegenden Althaldensleber Simultankirche führt.

## Geschichte
Der Hauptkern des Hauses war 1722 als Dorfschule errichtet worden. Im Jahr 1856 wurde das Gebäude erweitert. Hier befindet sich heute neben der Wohnung für den Pfarrer das Pfarramt der evangelischen Lutherkirchengemeinde. Bis 2015 wurde der südliche Teil des Gebäudes als Gemeindehaus genutzt, anschließend wurde es saniert und zu Beginn des Jahres 2017 als diakonische Einrichtung vom Corneliuswerk übernommen; hier werden Kinder und Jugendliche aus schwierigen Familienverhältnissen untergebracht. Die Gemeinde erhielt als Ersatz einen Versammlungsraum in der zeitgleich sanierten ehemaligen Pfarrscheune.

## Architektur
Das ursprünglich vermutlich barocke Gebäude ist heute ein entlang der Dieskaustraße gelegener gestreckter eingeschossiger Klinkerbau auf hohem Sockel. Die Giebel sowie die Rückseite sind in Fachwerkbauweise ausgeführt. Das Mansarddach ist an den Giebeln abgewalmt. Zur Straßenseite verfügt die Pfarre über zwei Zwerchhäuser, die ebenfalls mit Krüppelwalmdächern versehen sind. Die kleineren rückwärtigen Wirtschaftsgebäude stehen im Funktionszusammenhang und sind in Fachwerk- oder Massivbauweise errichtet.

## Denkmalschutz
Im örtlichen Denkmalverzeichnis ist das Pfarrhaus unter der Erfassungsnummer 094 84411 als Baudenkmal eingetragen. Die Sachgesamtheit von Pfarrhaus und den Nebengebäuden wird für Althaldensleben als kulturgeschichtlich und städtebaulich bedeutsam eingeschätzt.